# Berglilja
Berglilja (Ixiolirion tataricum) är en bergliljeväxtart som först beskrevs av Pall., och fick sitt nu gällande namn av Schult. och Julius Hermann Schultes. Berglilja ingår i släktet bergliljor, och familjen bergliljeväxter.

## Underarter
Arten delas in i följande underarter:
- I. t. ixiolirioides
- I. t. tataricum

## Bildgalleri

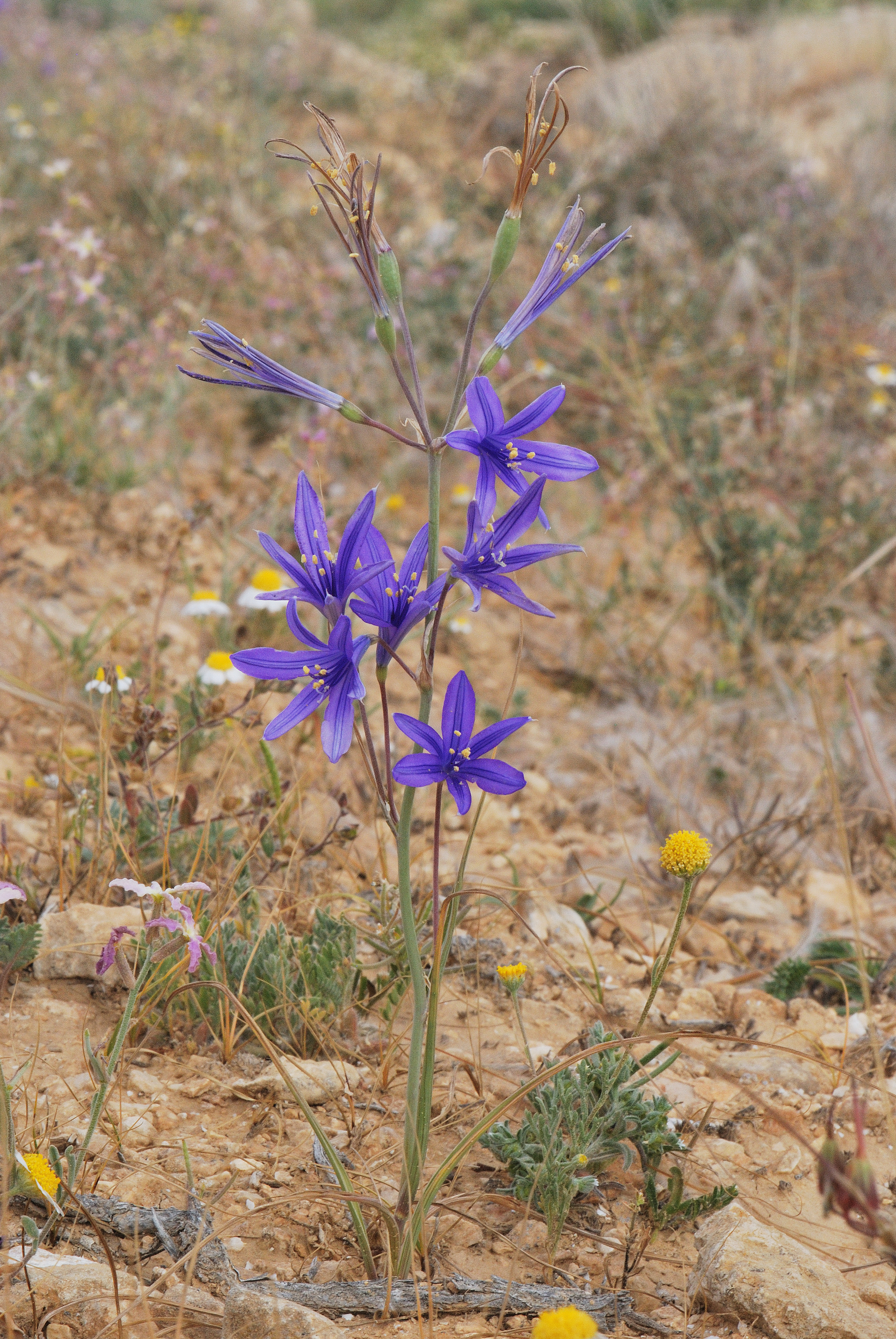
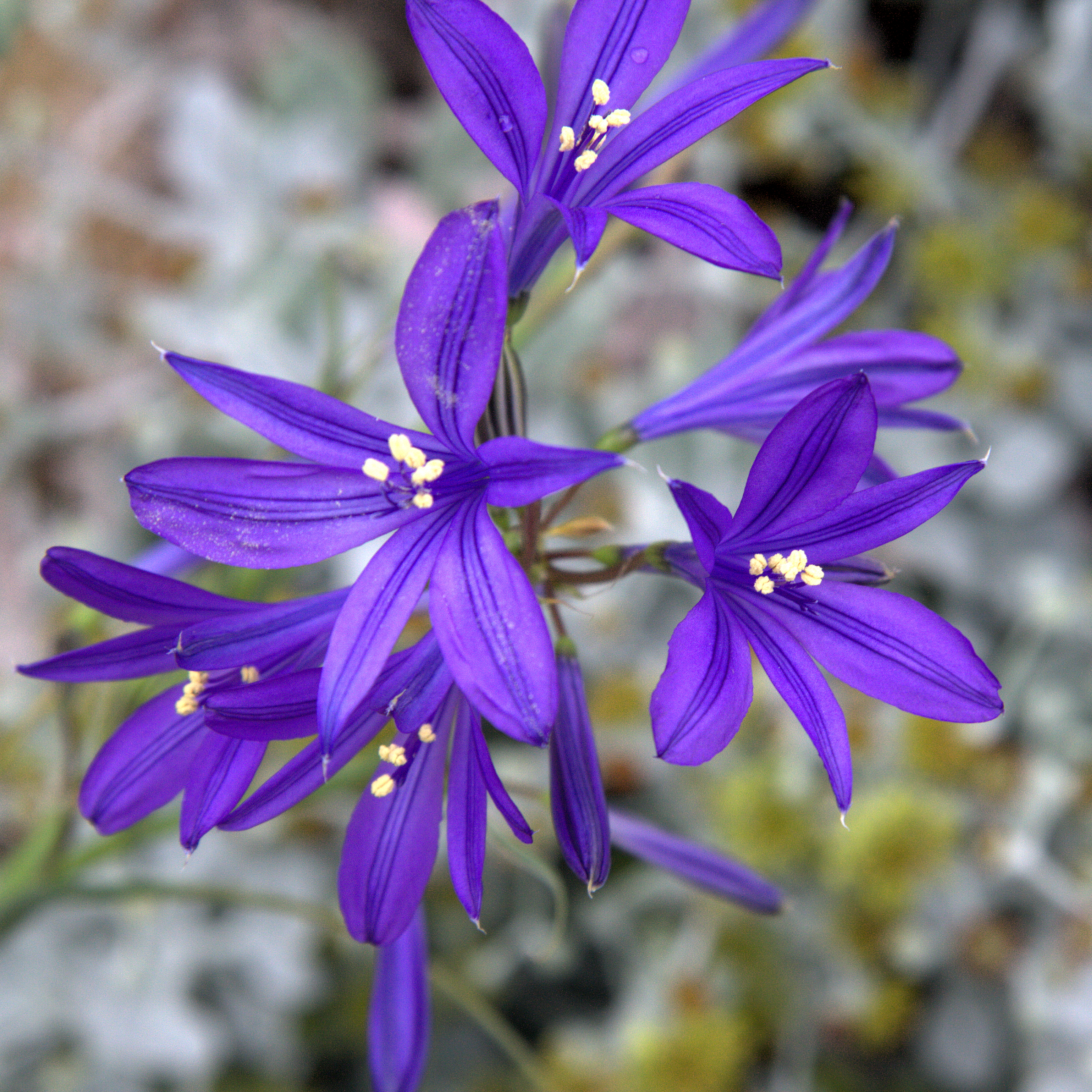
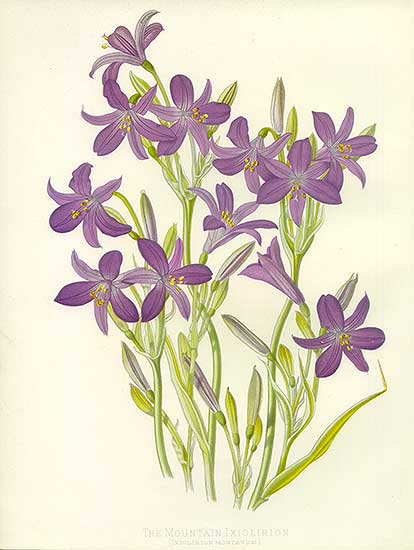
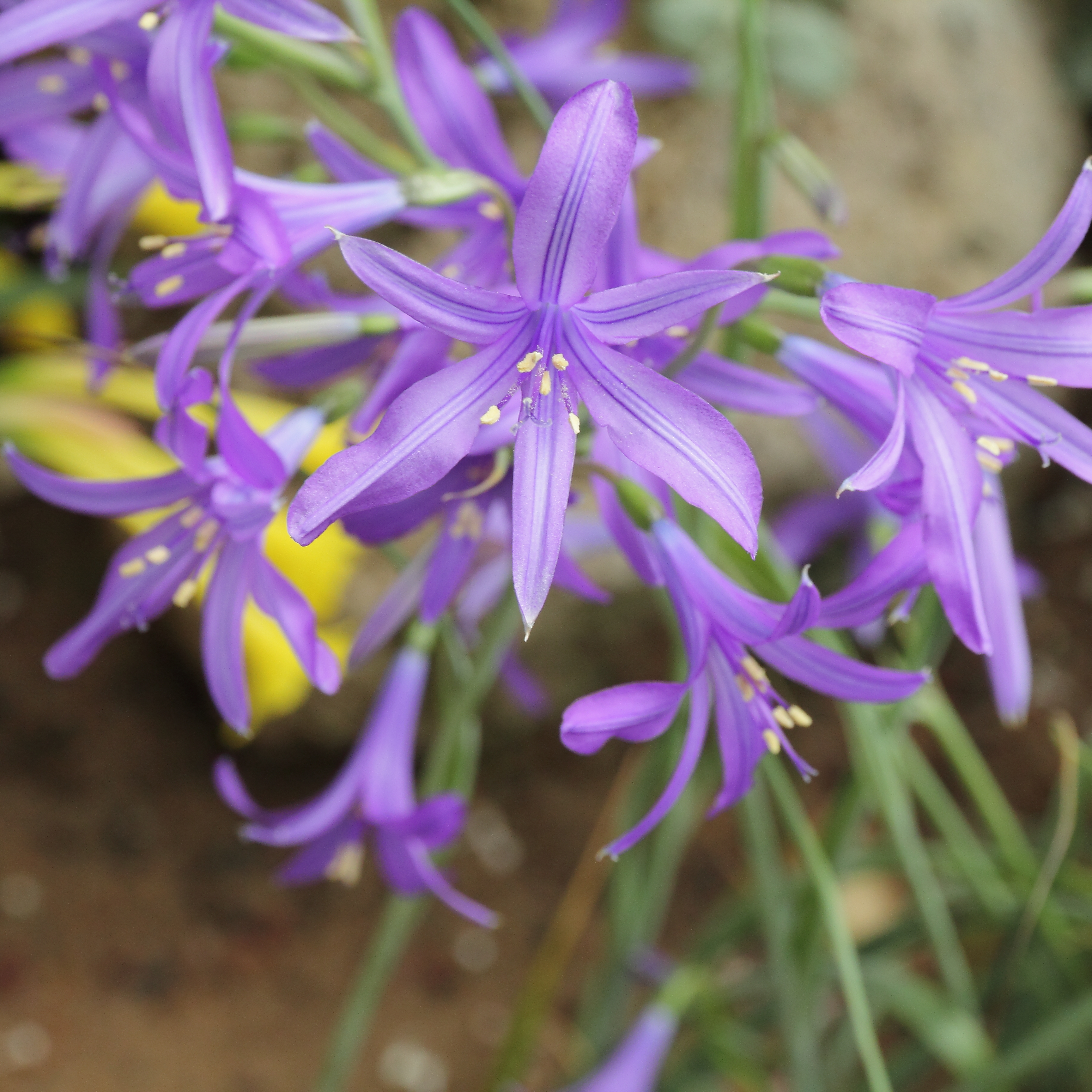